# Zračna luka Dresden
Zračna luka Dresden (IATA:  DRS, ICAO: EDDC ) (na njemačkom jeziku ranije poznat kao "Flughafen Dresden-Klotzsche"), je međunarodna zračna luka u Dresdenu. Nalazi se 9 km sjeverno od centra grada. 
Na Zračnoj luci Dresden smješten je EADS EFW, poslovna jedinica EADS-a.  